# Étienne Balsan

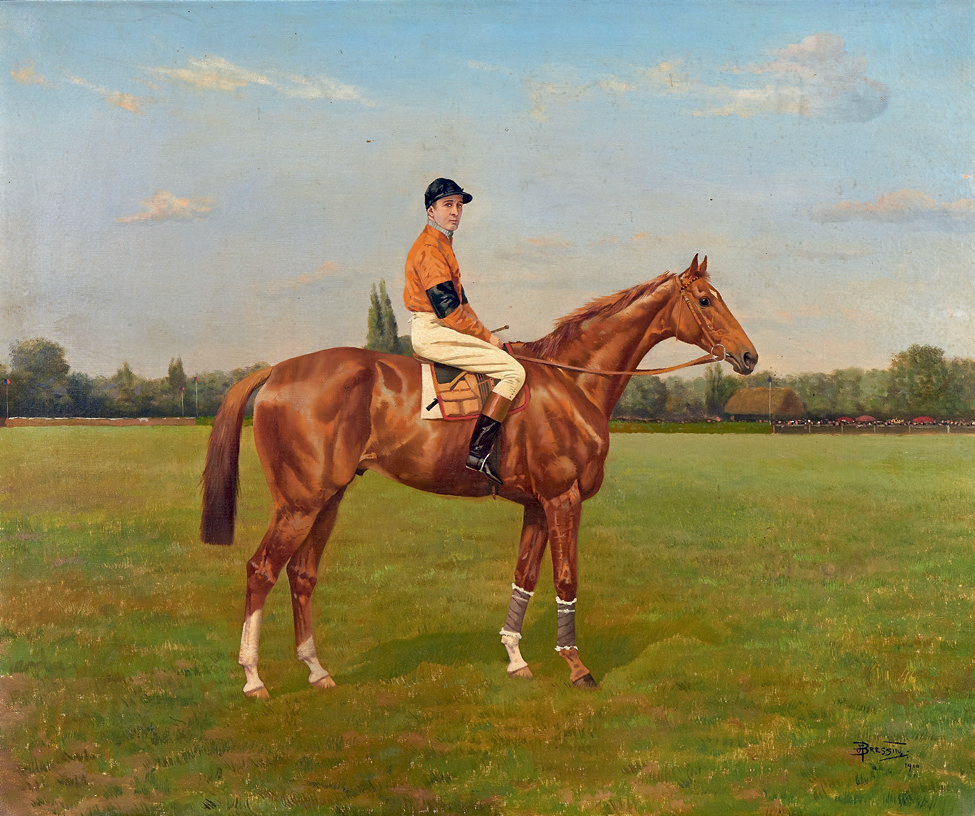
Étienne Balsan

Fulcran Étienne Balsan (* 11. Februar 1878 in Paris; † 1953) war ein Angehöriger der französischen Oberschicht, Unternehmenserbe, Offizier, Pferdezüchter, Herrenreiter und Polospieler. Er war der ursprüngliche Förderer der späteren Modedesignerin Coco Chanel.

## Leben
Étienne Balsan entstammte einer Familie wohlhabender Industrieller aus Châteauroux; sein Großvater Jean-Pierre Balsan (1807–1869) hatte 1856 ein 1751 gegründetes Textilunternehmen gekauft und zu Balsan umfirmiert, welches unter anderem auch die Armee mit Uniformen ausstattete und das berühmte Uniformtuch der Poilus namens „bleu horizon“ hervorbrachte. Sein Vater war Auguste Balsan (1836–1896), sein ältester Bruder war Jacques Balsan. Zudem hatte er noch zwei Schwestern und einen weiteren Bruder, alle älter als er.
Étienne Balsan diente als Lieutenant der Kavallerie, beendete dann jedoch seine militärische Karriere, um sich der Pferdezucht und dem Pferdesport zu widmen. Unter anderem hatte er eine Liebelei mit Émilienne d’Alençon, bevor er während seiner Militärzeit beim 10e régiment de chasseurs à cheval in Moulins 1904 die junge Näherin Gabrielle Chasnel traf, die später als Modedesignerin unter dem Pseudonym Coco Chanel bekannt wurde.
Mit Coco Chanel, die er ab 1906 aus der Provinz von Moulins auf sein Schloss bei Compiègne holte, hatte er dann eine Beziehung. Er führte sie in die Pariser Gesellschaft ein und stellte ihr schließlich seine Stadtwohnung in Paris für ihr Hutatelier zur Verfügung. Die Beziehung ging bis in das Jahr 1910. Über Balsan lernte Coco Chanel auch 1909 den britischen Polospieler Arthur „Boy“ Capel kennen, mit dem sie in Folge eine intensive Affäre hatte, die bis 1918 andauerte. Er wurde nach Balsan ihr zweiter Förderer.
In George Kaczenders Film Einzigartige Chanel (1981) spielte Rutger Hauer die Rolle des Étienne Balsan, in Anne Fontaines Coco Chanel – Der Beginn einer Leidenschaft (2009) war es Benoît Poelvoorde.
Étienne Balsan heiratete am 2. Dezember 1920 in Anglet Susanne Bouchard.